# Una flor (canción de Juanes)
"Una flor" es una canción del cantautor colombiano Juanes para su sexto álbum de estudio Loco de amor (2014). La canción fue lanzada por la discográfica Universal Music Latino como el tercer y último sencillo del disco. Fue escrita por el mismo cantante y su guitarrista Fernando Tobón, mientras que la producción estuvo a cargo de Steve Lillywhite y el cantante.
La canción fue utilizada en la banda sonora oficial de la serie de televisión estadounidense Jane the Virgin.

## Lista de canciones
- Album version[3]

1. "Una Flor" – 3:47

## Posicionamiento en listas

### Listas semanales
| Lista (2014)                       | Mejor Posición |
| ---------------------------------- | -------------- |
| Colombia (Informe-Nacional)        | 6              |
| México (Billboard Mexican Airplay) | 27             |
| Estados Unidos (Hot Latin Songs)   | 27             |
| Estados Unidos (Hot Latin Songs)   | 27             |
| Estados Unidos (Latin Pop Airplay) | 5              |
| Estados Unidos (Tropical Airplay)  | 23             |

### Listas de fin de año
| Listas (2014)                        | Posición |
| ------------------------------------ | -------- |
| Estados Unidos Canciones latinas     | 58       |
| Estados Unidos Canciones pop latinas | 19       |